# Neil Roberts
Neil Roberts is een Engelse theater- en televisieacteur.

## Biografie
Roberts studeerde van 1983 tot 1986 aan de Bristol Old Vic Theatre School in Bristol. Roberts heeft ook een aantal jaren in Los Angeles gewoond.
Roberts begon met acteren in 1993 met de Engelse televisieserie Crime Story. Hierna heeft hij nog meerdere rollen gespeeld in televisieseries en televisiefilms in zowel Engeland als Amerika. Enkele voorbeelden zijn Beverly Hills, 90210 (1998), Charmed (1998–1999), Killing Me Softly (2002), Holby City (2003–2008) en Life Bites (2008–2009). Hiernaast heeft hij vele rollen gespeeld in het theater en over de zestig commercials ingesproken.Roberts heeft hiernaast ook bij de BBC Radio over de honderd hoorspellen gedaan.
Roberts woont nu in Rickmansworth met zijn vrouw en twee zonen. Hij is ook directeur van een communicatietrainings bureau.

## Filmografie

### Televisiefilms
- IntraVenus (2007) – James
- Killing Me Softly (2002) – Philip
- The Unexpected Mrs. Pollifax (1999) – ??
- Nick Fury: Agent of S.H.I.E.L.D. (1998) – Alexander Goodwin Pierce
- Love in the Ancient World (1997) – gast bij maaltijd
- The Second Civil War (1997) – Tony Phillips
- A Breed of Heroes (1994) – Phillip Lamb

### Televisieseries
- New Tricks – Anthony Vernon (1 afl., 2010)
- Doctors – Harry Mawer James Forth / Laurent Cohen (3 afl., 2003–2010)
- I Shouldn't Be Alive (documentaireserie) – Eddie (1 afl., 2010)
- Life Bites – Richard (12 afl., 2008–2009)
- Holby City – Phillip Lawlor / Duncan Lewis (4 afl., 2003–2008)
- The Impressionists (miniserie, 2006) – Durranty
- Mayo – Dr. Sebastian Oliver (1 afl., 2006)
- Love Soup – Clive (2 afl., 2005)
- Keen Eddie – Nicholas Ritter (1 afl., 2003)
- Family Affairs – Gavin Arnold (1 afl., 2001)
- The Bill – James Spiller (1 afl., 2000)
- Charmed – Rex Buckland (6 afl., 1998–1999)
- Privates – Jim (2 afl., 1999)
- Beverly Hills, 90210 – Jacob Wallenfels (2 afl., 1998)
- Babylon 5 – broeder Michael (1 afl., 1997)
- Diagnosis Murder – Dr. Shurmur (1 afl., 1997)
- Baywatch Nights – John (1 afl., 1997)
- Sliders – Ted Bernsen (1 afl., 1996)
- Party of Five – Gary Prescott (1 afl., 1996)
- Public Morals – Engelsman (1 afl., 1996)
- Crime Story – Jeremy Bamber (1 afl., 1993)

## Theaterwerk
- The Sound of Music – als kapitein Von Trap – Kuala Lumpur
- Wind in the Willows – als Ratty – Basingstoke
- Who Killed "Agatha" Christie? – als Arthur Christie – Tournee door Engeland
- Night Fright – als Frank Gilman – Tournee door Engeland
- Beauty and the Beast – als Gaston - ??
- Murder in Green Meadows – als Thomas – Wenen
- My Cousin Rachel – als Philip – Windsor
- Love for Love – als Valentine Legend – Hampstead
- Elegies – als Dwight – West End
- On Approval – als Hertog van Bristol – Newbury
- The Prisoners of War – als Grayle – Hampstead
- Post Mortem – als Babe – Londen
- As You Like It – als Silvius – Greenwich
- Here Come the Clowns – als Lew – Londen
- A Single Man – als Kenny – Greenwich
- Winnie the Pooh – als Christopher Robin – West End
- Hamlet – als Hamlet – Edinburgh
- ‘Tis Pity She's A Whore – als Giovanni – Bristol
- The Jungle Book – als Mowgli - ??
- Robin Hood – als Much – Nottingham
- Forty Years On – als Tupper – Salisbury
- Salad Days – als Timothy – Nottingham